# Sony Xperia P
Sony Xperia P是索尼行動通訊於2012年推出，採用Android操作系统的中階智能手機，屬於Xperia NXT系列，於2012年国际消费电子展發佈，比同時發表的Xperia S較為廉宜。
Sony Xperia P採用一體成型鋁質金屬機身。規格採用1 GHz U8500雙核心處理器、內建16 GB快閃記憶體，4 吋防刮礦物玻璃TFT觸控顯示屏，960 x 540像素（275 ppi），支援1600萬色，並有White Magic技術，提升二倍亮度，並減少耗電量，提供更佳的白色顯示效果，另有BRAVIA顯示引擎。設有後置800萬像素鏡頭，具有自動對焦功能，提供8倍數碼變焦及LED閃光燈。前置30萬像素視訊鏡頭。
Sony Xperia P推出時採用Android 2.3.7版本操作系統，索尼分別於2012年8月及2013年4月提供Android 4.0（Ice Cream Sandwich）及Android 4.1.2（Jelly Bean）的軟件升級。

## 顏色
顏色包括：
| 顏色 | 名稱   | 英語   | 備註         |
| ---- | ------ | ------ | ------------ |
|      | 黑色   | Black  |              |
|      | 銀色   | Silver |              |
|      | 紅色   | Red    |              |
|      | 粉紅色 | Pink   | 部分國家限定 |

## 外部連結
- Xperia P - 索尼官方網站 中文（页面存档备份，存于）